# Municipalité (Japon)
 (février 2023).

Carte des subdivisions du Japon

Les municipalités japonaises (市区町村, shikuchōson) constituent l'échelon hiérarchiquement le plus bas de l'organisation territoriale du Japon, définie actuellement par la loi d'autonomie locale de 1947.

## Types
Au 1er janvier 2014, le Japon possédait 1 719 municipalités ou communes, mais ce nombre est appelé à être diminué à 1 000 selon la loi de fusion des municipalités de 2004. Elle comporte deux types de communes (urbaines et rurales) et quatre statuts (identifiés par le dernier caractère de leur nom officiel japonais en kanji) :
- 809 municipalités urbaines, elles forment des subdivisions directes des préfectures :
  - 786 villes (市, shi?) (nombre appelé à augmenter selon la réforme de 2004) : municipalité de plus de 50 000 habitants ou bien produit de la fusion de plusieurs communes qui forment un total d'au moins 30 000 habitants (loi de 2004). Trois statuts particuliers ont été créés pour distinguer les villes les plus importantes qui se sont portées candidates pour les obtenir :
    - 40 villes spéciales (特例市, tokurei-shi?) depuis le 1er avril 2011 : villes de plus de 200 000 habitants.
    - 41 villes noyaux (中核市, chūkaku-shi?) depuis le 1er avril 2011 : villes de plus de 300 000 habitants.
    - 19 villes désignées par ordonnance gouvernementale (政令指定都市, Seirei shitei to-shi?) depuis le 1er avril 2010 : villes de plus de 500 000 habitants reconnues comme métropoles d'envergure régionale, nationale ou internationale. Elles disposent de compétences étendues, et sont les seules à être divisées en arrondissements (区, ku?), qui ne doivent pas être confondus avec les arrondissements spéciaux de Tokyo car ils ne constituent pas des municipalités à part entière mais sont des entités administratives spéciales chargées notamment de la gestion du registre familial (koseki), de l'assurance maladie et de l'impôt sur la propriété.

  - 23 arrondissements spéciaux (特別区, tokubetsu-ku?) créés en 1947 pour remplacer la ville de Tokyo, supprimée en tant qu'échelon municipal. Ils sont donc compris dans la préfecture métropolitaine de Tokyo. Ils ont des compétences réduites par rapport aux autres communes.
- 937 municipalités rurales depuis 2010 (nombre appelé à diminuer par le biais de fusions) elles forment des subdivisions des districts ruraux et des sous-préfectures de Tokyo : 
  - 753 bourgs (町, machi ou chō?) : communes de moins de 50 000 habitants, mais dont le seuil minimal varie selon les préfectures : 
    - Plus de 3 000 habitants : préfectures de Toyama, d'Okayama et de Hyôgo,
    - Plus de 4 000 habitants : préfectures de Tottori, de Hiroshima et de Nagasaki,
    - Plus de 5 000 habitants : préfectures d'Hokkaidō, de Miyagi, d'Akita,  d'Ibaraki, de Saitama, de Chiba, de Kanagawa, de Yamanashi, de Gifu, d'Aichi, de Kyoto, de Wakayama, de Tokushima, de Fukuoka, de Kumamoto, de Miyazaki, de Kagoshima, de Mie, de Shiga, de Yamaguchi et d'Ehime,
    - Plus de 7 000 habitants : préfecture de Saga,
    - Plus de 8 000 habitants : préfectures d'Aomori, de Yamagata, de Fukushima, de Nagano, de Ōsaka, de Nara, de Shimane, de Kōchi, d'Ōita, d'Okinawa, d'Ishikawa et de Shizuoka,
    - Plus de 10 000 habitants : préfectures d'Iwate, de Gunma, de Tōkyō, de Niigata, de Fukui et de Kagawa,
    - Plus de 15 000 habitants : préfecture de Tochigi.

  - 184 villages (村, mura ou son?) depuis 2010 : communes dont la population est inférieure à un seuil différent selon les préfectures (tels que définis ci-dessus).

## Administration et institutions
L'administration des communes, comme celles de toutes les subdivisions administratives japonaises, est régie par la loi d'autonomie locale de 1947.

### Compétences des communes
Les compétences communales comprennent : 
- l'établissement du plan d'orientation de la collectivité,
- la gestion du registre familial koseki et de celui des étrangers,
- les aides sociales (à savoir l'assistance financière publique, les aides et aménagements pour les enfants, les personnes âgées et handicapées : ces services sont uniquement pris en charge par les villes, ces compétences étant exercées par la préfecture pour ce qui est du bourg ou du village),
- la distribution et la gestion de l'assurance santé nationale,
- les procédures d'enregistrement du programme national des retraites  (qui sont ensuite gérées et distribuées par l'État),
- la santé publique (pour la supervision des vaccins, la délivrance de permis de crémations ou d'inhumations, la gestion des centres cliniques publics « mères et enfants » et, pour les bourgs et villages, la gestion des services de maternité des districts ruraux, tandis que les villes désignées par ordonnance gouvernementale sont chargées d'établir les centres de santé publique, d'habitude compétence préfectorale, qui coordonne les examens médicaux, les activités d'hygiène publique, les programmes de sensibilisation à l'hygiène et les programmes et services d'inspection de l'hygiène des établissements publics ou privés),
- la participation à la lutte contre la pollution en coordination avec les politiques gouvernementales et préfectorales,
- la collecte, l'entrepôt, le recyclage et la gestion des déchets, comprenant les ordures ménagères, les encombrants, le traitement des eaux usées (avec le contrôle et l'entretien des réseaux d'égouts publics et urbains) et les rejets de fosse septique (les déchets industriels sont gérés par la préfecture),
- la promotion générale de la protection et de l'exploitation des forêts (par notamment des actions de sensibilisation et pédagogiques, la protection en elle-même étant assurée par la préfecture),
- la promotion des entreprises locales notamment par le biais des chambres de commerce et d'industrie ou par l'aménagement de zones commerciales et/ou industrielles,
- la politique de développement urbain uniquement pour les villes désignées, noyaux et spéciales, en coopération avec les préfectures,
- l'entretien des routes communales (seules les villes désignées par ordonnance gouvernementale peuvent être compétentes concernant les autoroutes nationales et les routes préfectorales qui les traversent),
- l'aménagement, la préservation et la gestion des rivières et fleuves de classe intermédiaire (n'appartenant pas aux rivières dites de classe 1 ou 2, mais auxquelles la loi sur les rivières s'applique avec certains amendements spécifiques),
- la gestion, l'entretien et le développement des services de sapeurs pompiers (lutte contre le feu et secours d'urgence lors des catastrophes naturelles), à l'exception de Tōkyō : dans ce cas, le gouvernement métropolitain (préfecture) est compétente dans ce domaine,
- l'enseignement primaire (maternelles et élémentaires) et secondaire de premier cycle (les collèges) public par le biais d'un bureau de l'éducation indépendant de l'exécutif communal (si ce n'est que celui-ci en fixe le budget et que ses membres sont nommés par le maire avec l'approbation du conseil),
- la gestion des entreprises publiques locales.

### Exécutifs
Le pouvoir exécutif est exercé par un maire (長, Chō), terme général regroupant les maires de villes (市長, Shichō), les maires d'arrondissements spéciaux (特別区長, tokubetsu-ku-chō), les maires de bourgs (町長, Machichō) ou maires de villages (村長, Murachō). Ils sont élus au suffrage universel direct uninominal à un tour pour un mandat de 4 ans renouvelable.
Tout en mettant en application la politique liée aux champs de compétences de sa commune, le maire est également le représentant de l'État dans celle-ci et dépend donc dans ce domaine du ministère des Affaires intérieures et des Communications. Le maire d'une commune urbaine est chargé de formuler les plans d'urbanisme, qui sont soumis à l'audit, au contrôle du public et à sa présentation devant la commission de la planification de l'échelon préfectoral avant qu'il puisse être appliqué. Il délivre certains permis de construire (tout particulièrement les maires des villes spéciales, noyaux ou désignées), de crémation ou d'inhumation et de nettoyage de fosse septique. Il est chargé de superviser la gestion des rivières de classe intermédiaire (n'appartenant pas aux rivières dites de classe 1 ou 2, mais auxquelles la loi sur les rivières s'appliquent avec certains amendements spécifiques). Il représente sa collectivité auprès du gouvernement central, des autres collectivités, à l'étranger ou devant la justice. Il assure la continuité de l'État et l'application de la loi. Il prépare le budget et peut participer à l'élaboration des ordonnances locales, deux éléments soumis au vote de l'Assemblée. Il supervise les comptes de la collectivité et doit régulièrement faire rapport de leur état devant l'organe législatif local, et est responsable de la levée, création et collecte des taxes et charges locales. Il établit, gère et abolit les contrats publics et délivre les documents et certificats officiels de sa juridiction. Il peut sinon prendre des décisions réglementaires par le biais de Règlements locaux (規則, Kisoku), qui eux ne sont pas soumis à confirmation de l'Assemblée.
Il est secondé par au moins un adjoint au maire qu'il nomme avec l'approbation du conseil municipal, et dirige le gouvernement local qui comprend plusieurs départements et organismes publics. Il désigne ainsi les directeurs des différents départements et organismes qui composent cet exécutif, ainsi que les membres du Bureau de l'éducation et les dirigeants des entreprises publiques communales sous réserve de l'approbation du conseil.
En 2021, une femme, Hisako Satō, est élue pour la première fois maire d'un village au Japon.

### Conseils municipaux
Toutes les communes disposent normalement d'une assemblée (議会, Gikai), ou conseil municipal, dont les membres sont élus au suffrage universel direct pour un mandat de 4 ans au vote unique non transférable. Cependant, les bourgs ou villages (notamment les moins peuplés) peuvent décider de remplacer ces conseils élus par une assemblée générale (総会, Sōkai) réunissant l'ensemble des électeurs de la commune, selon l'article 94 de la loi d'autonomie locale.
Les attributions d'un conseil municipal, ou le cas échéant d'une assemblée générale, comportent :
- l'élaboration, le débat, l'amendement et le vote des Ordonnances locales (条例, jōrei?) : véritables lois de la collectivité, elles réglementent les droits et devoirs des citoyens dans ses champs de compétence, ainsi que la tarification des transports en commun et les différents programmes de transfert d'argent. Les violations aux ordonnances peuvent être punies par des peines limitées, allant jusqu'à 2 ans de prison ou 1 million de yens d'amendes.
- le vote du budget et des arrêtés de compte.
- le vote des contrats publics passés par l'exécutif dans le cadre des programmes de la collectivité prévus par ordonnance.
- confirmation des nominations du chef de l'exécutif.
- un pouvoir d'investigation, d'inspection, d'audit, de demander un sondage d'opinion et de rapports afin de contrôler l'action de l'exécutif.
- le vote d'une motion de censure (avec un quorum minimum des deux tiers de la totalité des membres de l'Assemblée, et devant être accepté par au moins trois quarts des présents) contre le maire. Cependant, contrairement à une motion de censure au niveau national, elle n'entraîne pas automatiquement la chute de l'exécutif : celui-ci peut se maintenir s'il dissout le conseil dans les 10 jours et si le conseil nouvellement élu ne vote pas à nouveau contre lui une motion de censure.